# Carlos Pace
José Carlos Pace (Sao Paulo, Brazil, 6. listopada 1944. – Mariapora, Brazil, 18. ožujka 1977.) bio je brazilski vozač automobilističkih utrka.
U 73 utrke u Formuli 1 ostvario je 1 pobjedu, 6 podija, 5 najbržih krugova i 1 prvo startno mjesto. 
Profesionalno natjecanje započinje 1970. u britanskoj Formuli 3, a 1971. prelazi u Formulu 2. U Formuli 1 debitirao je 1972. za momčad Team Williams Motul. U svojoj drugoj utrci osvojio je prvi bod. U momčad Surtees prelazi 1973., a na VN Austrije ostvaruje prvi podij. Sljedeću sezonu započinje također u Surteesu, no kasnije prelazi u momčad Brabham. Na Interlagosu na VN Brazila 1975. ostvaruje svoju jedinu pobjedu u Formuli 1. Svoj posljednji podij ostvario je na Buenos Airesu na VN Argentine 1977.
Poginuo je u padu privatnog aviona 18. ožujka 1977. Od 1985. staza Interlagos nosi ime Autódromo José Carlos Pace.

## Karijera u Formuli 1
1972. March1, 3 boda, 18. mjesto
1973. Surtees, 7 bodova, 11. mjesto
1974. Surtees, Brabham, 11 bodova, 12. mjesto
1975. Brabham, 24 boda, 6. mjesto ( pobjeda na VN Brazila )
1976. Brabham, 7 bodova, 14. mjesto
1977. Brabham, 3 utrke, 6 bodova, 15. mjesto
- ^  Pace je 1972. nastupao za momčad Team Williams Motul, koja je koristila Marchovu šasiju kroz cijelu sezonu.

## Vanjske poveznice
- Carlos Pace na racing-reference.com
- Carlos Pace F1 statistika na statsf1.com